# Afrikanische Kosmogonie
Afrikanische Kosmogonie beschreibt die zentralen Teile innerhalb des Formenkanons afrikanischer Mythen, die sich mit der Erschaffung der Urahnen und der Umwelt des Menschen beschäftigen. Die Herstellung einer kosmischen Ordnung ist, falls  Mythen lebendig sind, als kulturreligiöse Aufgabe Voraussetzung für die soziale und wirtschaftliche Existenz einer Gemeinschaft. Kosmogonien, die sich mit der Erschaffung der Welt beschäftigen, stammen aus dem asiatischen Bereich und sind in Afrika weniger verbreitet.
In zahlreichen Variationen geht es dagegen um die Trennung von Himmel und Erde, einen Mythos aus demselben Bereich antiker Hochkulturen, wodurch das friedliche Zusammenleben von Urmenschen und Göttern beendet wurde und die Zeit der Urahnen begann. Der Paradiesverlust wurde durch einen Sündenfall eingeleitet.
Über allem und fast überall in Afrika existiert ein Hochgott, der oft auch erster Schöpfer ist. Er wird im Ritual angesprochen, häufiger ist er in die Ferne gerückt.

## Abgrenzung
Die Existenz der Dinge und des Menschen, auch die Normen des Zusammenlebens, müssen begründet werden. Mythen sind Erzählungen über deren Entstehen in einer Urzeit. Von Mythen spricht man nicht beiläufig. Sie gelten als heilig, einige Mythen dürfen bestimmten Gruppen der Bevölkerung (Frauen, Kinder, Nichtinitiierte) nicht bekannt sein. Dagegen mögen andere Geschichten, Märchen oder Tierfabeln genauso bunt sein, sie sind aber nicht wirklich, sondern (bestenfalls) komisch.
Eine den kosmogonischen Mythen entsprechende Struktur haben Ursprungsmythen, die zur Begründung aller möglichen Erscheinungsformen in der Welt eingeführt wurden. Sie erklären die Verhaltensweisen eines Tieres ebenso wie die von einem mythischen Gründer hergeleitete Macht des Königs. Diese Ursprungsmythen aktualisieren fortlaufend seit dem Uranfang neu in die Welt gekommene Situationen, die erst begründet werden müssen, damit sie bewältigt werden können.
Eine dritte Abgrenzung sollte besonders für Afrika zwischen Mythos und Magie erfolgen. Der Mensch steht dem Mythos als Teil seiner traditionell afrikanischen Religion passiv gegenüber, er kann nur versuchen zu gefallen. Magie ist ein aktives Vorgehen und basiert zwar genauso auf Glauben, ist aber wie Wissenschaft auf Überprüfbarkeit ausgerichtet. Dieselbe Ursache wird immer dieselbe Wirkung erzielen, also bringt die richtige Zeremonie auch das gewünschte Ergebnis, andernfalls wäre von anderswo eine noch mächtigere Magie im Spiel.

## Akteure
Die personifizierten Schöpferkräfte lassen sich innerhalb der jeweiligen Kultur hierarchisch nach ihrer Stellung in der jenseitigen Welt, ihrem praktischen Anteil an der Schöpfung oder nach dem Grad ihrer kultischen Verehrung einteilen. Da Mythen über die Gottheiten beträchtlich variieren und sich gelegentlich widersprechen, ergeben sich je nach Auslegung unterschiedliche Auflistungen. 

### Himmelsgötter
Der Hochgott trägt meistens den Beinamen „Schöpfer“, über seine genaue Vorgehensweise bei der Schöpfung wird jedoch in der Regel nicht gesprochen. Im Himmel kann er weit entrückt, funktions- und kultlos geworden sein, andere nehmen hingegen in ihrer Eigenschaft als Gewitter- und Regengott spürbaren Einfluss. Allein ohne Frau erzeugt er alles aus sich selbst heraus als erste Ursache, seine Kinder sind Himmelsmenschen, die er aus Ton, Holz oder eigenem Blut geformt hat. Er schickt sie auf die Erde, um dort Menschen zu bilden.

#### Olorun
Zu den bekanntesten Himmelsgöttern zählt der Schöpfer des Universums Olorun bei den Yoruba in Nigeria, der im Lauf der Zeit hinter seinem Sohn Obatala verschwand, dem eigentlichen Schöpfer, der die Menschen aus Lehm formte. Olorun ist ein entrückter Gott, geschlechtslos, ein „Eigner des Himmels“ oder „Himmelsherr“. Das Hervorbringen des festen Landes aus dem Urmeer überlässt er dem Erdgott Oduduwa.
Der Yoruba-Kosmos gehört zu den am meisten durchstrukturierten Mythengebäuden Afrikas. Es gibt zwei voneinander getrennte Welten, die in Riten durch eine hälftig geteilte Kalebasse dargestellt werden. Die obere Halbschale ist der himmlische, geistige Bereich der Urahnen und aller Gottheiten und wird Orun genannt. Von hier aus strahlen sie eine Lebenskraft (Ase) in alle Bereiche der sichtbaren Welt der Menschen, die Aye-Welt. Durch Rituale und Opfer muss der Kontakt zu den Göttern gehalten und der fortwährende Fluss dieser Kraft gewährleistet werden. Obwohl in die Ferne gerückt, übt Olorun Macht über die spezialisierten Götter aus, die 201 oder 401 Orishas.

#### Mulungu
Der ostafrikanische Hochgott Mulungu ist ebenso entrückt wie Olorun und wird wenig verehrt. Sein Verbreitungsraum erstreckt sich von Mosambik und Malawi bis in Teile Kenias. Im Zentrum liegt das Siedlungsgebiet der Nyamwezi in Tansania, bei denen 45 verschiedene Beinamen für den Gott gezählt wurden.  Bei einigen Völkern galt er ursprünglich als Erdgott, häufiger als Ahnengott. Von Reisenden wurde er in manchen Gegenden als Beschützer mit Zweig- oder Steinhaufen geehrt. Wichtiger ist seine Verantwortung für Regen und Fruchtbarkeit. Bei Missernte waren früher zuerst die Ahnen, in zweiter Linie war Mulungu als Oberhaupt der Ahnen schuld. Bei Donner spricht Mulungu. Die Zuordnung der Farbe Weiß zeigt seine bedeutende Stellung. Die Rolle als Schöpfer kam erst später hinzu.

#### Kalunga
Noch mehr mit Erde verbunden und einst beherrschender Ahnengott war Kalunga. Sein Verbreitungsgebiet ist der Westen Südafrikas, südlich des Kongo-Flusses und Nord-Angola. Gebietsweise war er auch Unterweltsgott, dafür spricht seine Verbindung mit Wasser, Meer, Tod und Mond. In vielen Bantusprachen haben Flussnamen den Wortstamm „lunga“ oder „longa“. In einer Gegend Angolas gibt es zwei Bezeichnungen Kalungas, es wird „im Himmel“ oder „Fluss“ dem Namen angehängt. 
Zum Schöpfer wird Kalunga im Himmel, nachdem er den ersten von Menschen erbauten Turm zum Einsturz brachte und nur Sambi und dessen Frau Ndumba am Leben ließ. Sambi nahm er mit in den Himmel und schickte einen kleinen Vogel hinunter auf den Nabel der Ndumba, der in den Leib hinein kroch und sie schwanger machte. Der Mythos endet mit Kalungas Worten: „So mache ich Menschen.“ Auf den Fruchtbarkeitsvogel beziehen sich Holzfiguren, die auf Dächern platziert und von Frauen mit Kinderwunsch gefüttert werden.
Leza ist ein Schöpfergott im zentralen südlichen Afrika mit Wohnsitz im Himmel, der sich in Regen, Blitz, Donner und Regenbogen manifestiert. Er ist ein eindeutiger Himmelsgott. Aus der Verbindung mit der Erdgöttin Bulongo („Lehm“) wachsen Getreide und alle Dinge.

#### Mawu-Lisa
Bei den Ewe und Fon von Benin ist Lisa ein Himmelsgott und mit der Sonne assoziiert. Bei einer Sonnen- oder Mondfinsternis vereinigt er sich mit seiner Gattin Mawu, der Mondgöttin. Nach einem Mythos stammt das Paar von der Urmutter Nana Buluku ab, die die Welt erschuf und sich dann zurückzog. Sie werden meist zusammen als Mawu-Lisa verehrt.
Zur Herstellung eines Menschen gebrauchten sie die Kinnlade eines verstorbenen Familienangehörigen, Muskeln und Fleisch wurden aus Lehm hinzugefügt – ein übliches Verfahren. (Bis ins 19. Jahrhundert gehörte es zum Ritus, die Kiefernknochen von Königen getrennt vom Körper in zwei verschiedenen Grabstätten beizusetzen. Mutesa von Buganda, der 1884 starb, untersagte als erster Herrscher seiner Dynastie diesen Brauch nach seinem Tod.)
Die beiden sind wie alle Himmelsgötter weit entrückt. In Kontakt zu den Menschen stehen sie über die von ihnen geschaffenen Vodun, 14 Götter, deren oberster der Gott des Eisens Ogún ist. Die Beherrschung des Eisens war in der Geschichte Afrikas für die Entwicklung der Landwirtschaft von zentraler Bedeutung, daher erklärt sich, weshalb die beiden Himmelsgötter den mächtigen Ogun bestimmten, um in ihrem Auftrag die Welt einzurichten.
Bei den Ewe, die weiter westlich in Togo bis zum Voltafluss leben, gibt es den männlichen höchsten Gott Mawu (oder Mawu-ga). Er ist der allwissende gute Schöpfergott, Strafen lässt er durch niedere Gottheiten (Trowo) ausführen. Mawu scheint weniger zurückgezogen zu sein als andere Himmelsgötter, da er den Menschen Regen und Nahrung bringen kann. Bei den Schöpfungsmythen von Mawu ist ein christlicher Einfluss nicht zu trennen. Mawu erschafft Menschen aus Ton und der Kinnlade eines Verstorbenen. Es gibt drei weitere Himmelsgötter bei den westlichen Ewe, die möglicherweise als Aspekte des einen Hochgottes aufgefasst werden können.

### Urahnen und untere Gottheiten
Das sind nach den Himmelsgöttern die einflussreichsten Schöpferkräfte. Dazu zählen chthonische Gottheiten im unterirdischen Seelenreich, die vereinfacht Erdgötter genannt werden. Bei den Ewe heißen sie Trowo. Den Menschen etwas näher stehende mythische Urahnen gehören ebenfalls hierzu. Sie entsprechen persönlichen Schutzgöttern. Die schöpferischen Urahnen stammen selbst aus Bäumen, Flüssen oder Erdlöchern und können – ebenso wie Erdgötter – Menschen, Tiere oder Dinge aus denselben Orten hervorrufen. Diese Hervorrufmythen sind weit verbreitet, aber von der Form her einfach.

### Hilfreiche Wesen, Ahnen und Tierhelden
Auf dieser Ebene findet keine aktive Schöpfung statt, es geht um das Herbeischaffen der ersten Kulturgüter und rechtfertigende Begründung für soziale und religiöse Einrichtungen. Hunde, Erdferkel und Spinnen wirken bei der Schöpfung mit, Vögel geben gute Ratschläge. In einem von zahlreichen Schöpfungsmythen der Akan in Westafrika wurde die Spinne Anansi mit der Weltschöpfung beauftragt. Berühmtheit erlangte das Huhn mit fünf Zehen, das die Yoruba-Welt erschuf.

## Erschaffung der Welt
Der Himmel war immer schon da, weil hinter dem Anfang die Existenz eines Schöpfergottes feststeht. Die Erschaffung der Erde geschieht nur äußerst selten aus dem Nichts. Wohl das älteste Volk Afrikas sind die San, die über einen enorm reichen Mythenbestand verfügen, worin Tiere tragende Rollen übernehmen. Zu den San gehört die Volksgruppe der Gwikwe, deren Schöpfergott ! Nariba die Erde und alle Sterne machte. Dazu nahm er Feuer, verbrannte die Spitzen von Vogelflügeln und befestigte sie an einem Baum. Einen Flügel nahm er und befestigte ihn mit einer Schnur an einem Stück Holz, am anderen Ende befestigte er ein Stück Kohle. Das ganze Teil warf er, soweit er konnte. Beim dritten Versuch warf er es bis in den Himmel hoch. Das ist jetzt die Sonne. Als es so heiß wurde auf der Erde, dass er kriechen musste, verbrannte er seine Knie. Da trat der erste Baum, der ! Kxare („zusammen sein“) hieß, aus dem Boden hervor und ! Nariba ruhte im Schatten. Ein anderer San-Gott warf seine Sandale oder eine Straußenfeder in den Nachthimmel, bis der Mond leuchtete. Als Ursprungsmythen sind diese Geschichten etwas zufällig und beiläufig erzählt. Es fehlt Strukturierung.
Bei den Ewe trat die Erde plötzlich aus dem Dunkel, oder Gott setzte Steine aufeinander und bedeckte sie mit Erde. Zwischendurch ruhte er sich unter einem Euphorbienbaum aus. Das war der erste Baum, er entstand zugleich mit der Erde. Sein weißer Giftsaft wurde einst zum Ordal gebraucht. Wo heute der Baum steht, hat Gott sich bei der Schöpfung niedergelassen.

### Zentrum der Yoruba
Die Hauptrolle spielt das Huhn mit fünf Zehen. Am Anfang war alles wüst, sumpfig und wässrig, genannt Olokun, das göttliche Meer. Die Götter kamen gelegentlich entlang Spinnenfäden herunter, um im Sumpf zu spielen. Eines Tages schickte Olorun seinen Sohn Obatala mit dem fünfzehigen Huhn und etwas Erde hinab. Er betrank sich unterwegs. Dann schickte Olorun den Bruder Odudua, der das Huhn auf dem Meer absetzte, wo es begann, den Sand zu scharren, bis eine Insel mit der heiligen Stadt Ile-Ife entstand. – Das Huhn erinnert an den Vogelboten der biblischen Sintflut.
Eine Variation dieser Geschichte lässt Olorun den höchsten Gott Orisha Nla erschaffen und beauftragte ihn, für festen Grund zu sorgen. Orisha Nla erhielt ein Schneckengehäuse mit etwas Erde, eine Taube und das Huhn mit fünf Zehen. Er kam damit zu dem Sumpf, streute die Erde an einer Stelle aus und setzte Huhn und Taube darauf. Diese begannen die Erde zu verscharren, nach gewisser Zeit war der Sumpf bedeckt mit festem Boden. Orisha Nla begab sich zurück in den Himmel und berichtete. Der Himmelseigner Olorun sandte zur Prüfung ein Chamäleon hinunter. Chamäleons sind immer langsam, meistens zu langsam, bedächtig und haben einen vorsichtigen Gang. Das Tier berichtete, die Erde sei verteilt, aber nicht trocken genug. Nacharbeiten machten sie trocken. Der Platz der Schöpfung heißt Ife („weit“), später kam Ile („Haus“) dazu. Die Arbeiten dauerten vier Tage, am fünften Tag wurde der höchste Orisha verehrt. Später wurde er von Olorun nochmals geschickt, um Bäume zu pflanzen, Essen, Wohlstand und die Ölpalme zu bringen.
Eine dritte Variante, weil es für die Yoruba der wichtigste Mythos ist: Olorun schickte seinen Sohn Obatala mit der Erdkugel hinunter, um sie auf das Meer zu setzen. Sie zerbrach, aus den Teilen bildeten sich Berge und Inseln. Die erste Pflanze war die Ölpalme, aus der Obatala Palmwein herstellte und betrunken einschlief. Verärgert schickte Olorun seine Tochter Odudua  nach, um für Ordnung zu sorgen. Mit ihr war Aje, eine Göttin in Truthahngestalt, die den Boden scharrte, worauf bald Hirse und andere Samen ausgestreut werden konnten. Wo der Palmbaum stand, liegt heute Ile-Ife.

### Welt der Dogon I
Schöpfergott Amma  schuf die Sonne: weiß, heiß und umgeben von acht Ringen aus rotem Kupfer, und ebenso den Mond mit Ringen aus weißem Kupfer. Für die Erde warf er einen Lehmklumpen ins All. Der wurde flach, oben war Norden.

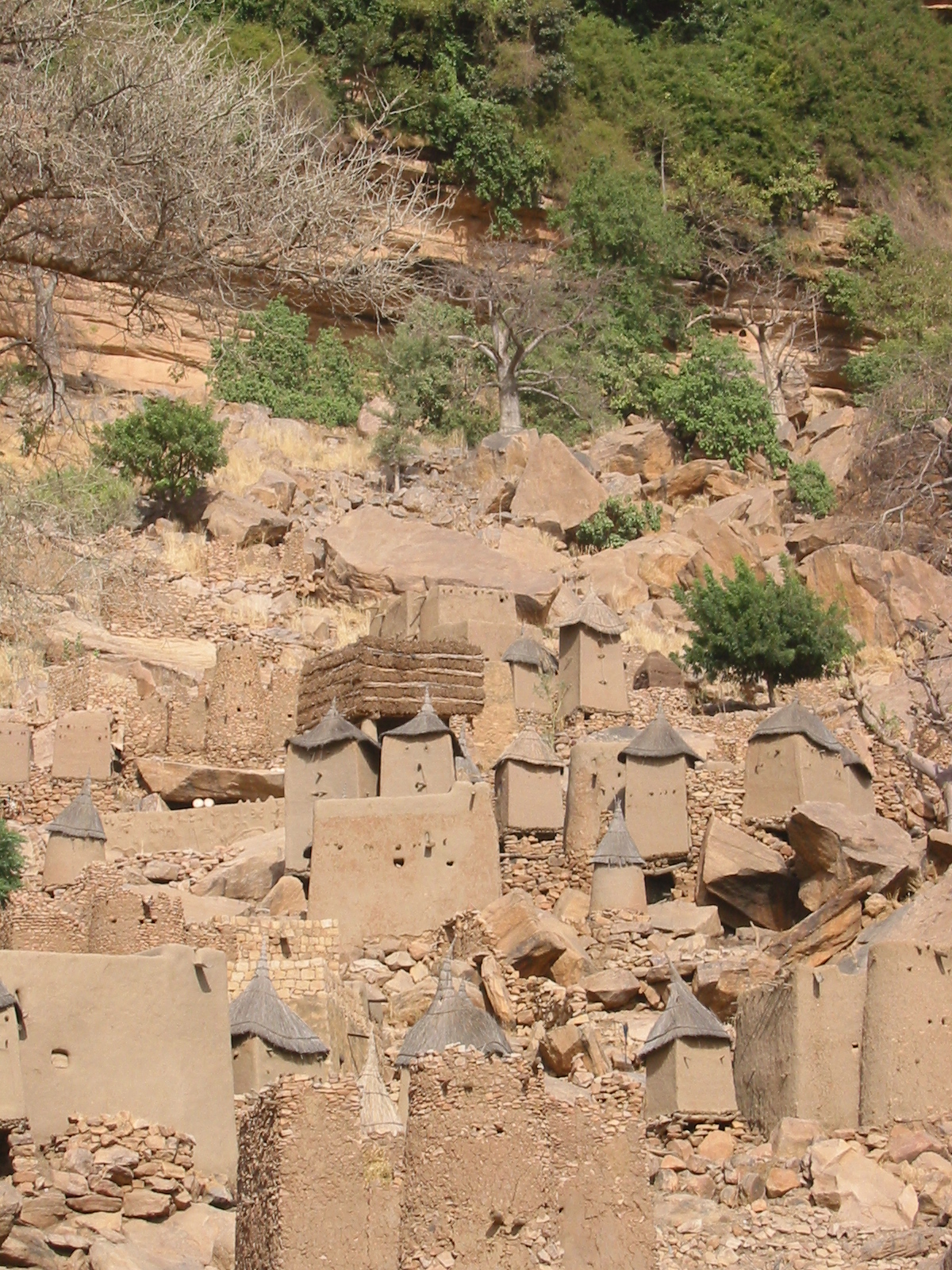
Dogon-Dorf Banani, östlich Ségou nahe Hauptort Sangha am Felshang unterhalb Plateau. Häuser aus Lehm auf Lesesteinfundamenten, Zwischenböden sind aus Holz. Kleine Spitzdächer gehören Speicherhäuschen: Mikrokosmos des Lebens, enthalten Nahrungsgetreide und Saatgut.

Die Dogon in Mali besitzen eine äußerst ausgeklügelte kosmogonische Ordnung in räumlicher und zeitlicher Dimension. Dabei sind nicht spekulative Zuschreibungen astronomischer Kenntnisse gemeint, sondern die konsequent aus der Schöpfungsgeschichte heraus entwickelte Struktur der Welt. Das entstandene Weltmodell ist im Alltag überall in Symbolen präsent. Einfache Transportkörbe haben eine runde Öffnung, die als Symbol der Sonne zu verstehen ist, und einen rechteckigen Boden, der Himmel oder Erde bedeutet. Ebenso stehen Getreidespeicher auf einer annähernd quadratischen Grundfläche und schließen mit der runden Spitze eines Kegeldaches ab. Sie symbolisieren die in sich geschlossene Welt; hätten sie eine andere Form, wäre die Ordnung gestört und sie wären als Speicher nicht zu gebrauchen.
Entscheidend ist am Anfang das Urei, das in einen Zustand des Nichts hinein geschaffen wurde. Diese einfachste Form als Ausgangspunkt steht bei vielen Hochkulturen am Beginn der Schöpfung. (Zur Vorstellung vom Urei in anderen Kulturen siehe auch: Kosmogonie.)
Amma war zuerst allein. Er schuf die Form eines Eis, das aus seinen vier Schlüsselbeinknochen bestand. Diese teilten das Ei in vier Viertel, welche die vier Elemente Feuer, Luft, Erde und Wasser enthielten, die Knochen waren die vier Kardinalrichtungen. Weiter schuf er aus sich 266 kosmische Zeichen, das waren Struktur und Prinzipien aller Dinge. Amma platzierte alles zusammen mit Pflanzensamen auf eine Scheibe und ließ diese zwischen den kosmischen Achsenpunkten drehen. Die Folge war, das Wasser trieb hinaus und die Samen vertrockneten. Die Kreation war misslungen, Amman zerstörte sie und begann von neuem.
Diesmal brachte er Samen ins Zentrum des kosmischen Eis, da hinein sprach er sieben kreative Worte in der heiligen Sprache (Nyama). Die Samen erzitterten siebenmal und dehnten sich spiralig in sieben Richtungen innerhalb des Eis aus, erzeugten damit sieben Segmente, und im Zentrum der Welt war eine menschliche Gestalt erzeugt. Die siebte Richtung brach aus der Schale und produzierte ein extra Segment, kleiner als die anderen und unvollständig. Das siebte Segment ist unsere Welt, die anderen liegen unterhalb, weitere sieben Segmente oder Sphären bilden den Himmel. Das Prinzip der Unordnung war geschaffen, das als Dualität zusammen mit dem Prinzip der Ordnung Struktur und Dynamik der Dogon-Welt bildet. Vom selben Ei ausgehend folgt dann die Erschaffung des ersten Menschenpaares.
Das traditionelle Dogon-Lehmhaus ist ein aus der im Ursprung hergestellten Ordnung abgeleitetes Symbol. Die Tür liegt im Norden, gegenüber an der Wand steht der Herd, bestehend aus zwei Steinen, die West und Ost markieren. Das Flachdach ist der Himmel, eventuell bilden vier kleine Dächer am Rand die Kardinalpunkte. Im Erdboden ruht Lébé, der in eine Schlange verwandelte Urmensch mit dem Kopf nach Norden gerichtet. Der ganze Dorfplan entspricht demselben Prinzip. Damit ist die wichtigste Aufgabe des Ursprungsmythos erreicht: die Ordnung der Welt.

### Engong und Okü
Die Fang und verwandte Ethnien in Südkamerun und Nordgabun besitzen eine äußerst komplexe, orale Epentradition, die von einem Sänger und Erzähler vorgetragen wird, der sich auf der Stegharfe Mvet begleitet. Das einzigartige Saiteninstrument heißt wie die gesamten, für die Fang identitätsstiftend wirkenden Überlieferungen, die Grundlage für die kulturellen, sozialen und moralischen Verhaltensregeln darstellen. Der Ursprung des Universums wird Atarega (wörtlich „Anfang“) genannt. Als erstes Bewegendes taucht aus dem Nichts Eyo auf. Zu dieser Zeit gab es weder Zeit, Raum noch Materie. Eyo vermischte die Farben von Gold und Kupfer, um daraus ein leuchtendes Ei namens Aki Ngoss Eyo zu erhalten. Das Ei wechselte entsprechend den äußeren Einflüssen seine Farbe zwischen Rot und Weiß, bis es sich zu unendlicher Größe ausdehnte und schließlich in zahllose Stücke zerbarst, aus denen die Gestirne wurden. Ein ungeheurer Sturm aus dampfender Hitze zerstreute die Teile in alle Richtungen aus und bildete so die Milchstraße.
Der spätere kosmische Kampf zwischen Gut und Böse um die Menschwerdung wird dramatisch und mit großer Detailtreue geschildert. Die beiden Widersacher sind die aus Eisen bestehenden unsterblichen Wesen Ekang im Land Engong, die gegen die aufbegehrenden sterblichen Menschen aus dem Land Okü kämpfen. Die Ekang können sich auf Elefantenstoßzähnen durch die Lüfte bewegen und legen durch Regenbogen Feuer, sodass ganze Dörfer abbrennen. Der Held der Menschen ist Obame, er versucht, den Eisenmenschen von Engong das Geheimnis des Metalls zu entlocken. Insgesamt sind die Parallelen zur griechischen Mythologie unverkennbar.

## Naher Himmel und Urzeit
Zur Vorstellung vom Goldenen Zeitalter gehört der Mythos von der Trennung von Himmel und Erde. Einst lag das männlich-weibliche Prinzip als Weltenpaar aufeinander. Himmel und Erde waren parallele Welten, Menschen im Himmel fielen gelegentlich herab und kletterten nach einiger Zeit wieder hinauf, Götter lebten auch auf der Erde. Die Trennung ist zugleich der Übergang von den friedlich zusammenlebenden Urmenschen, die Riesen waren, teilweise Schwänze und lange Haare hatten, zu den mythischen Urahnen einer Gesellschaft.

### Verbindendes Seil der Urzeit
Ohne Unterschied zwischen beiden Welten waren die Menschen unsterblich. Zur Überquerung in beide Richtungen gab es ein Seil, eine Kette oder einen Spinnenfaden. Tote auf der Erde mussten am Seil in den Himmel gelangen und kehrten nach kurzer Zeit dort lebendig und verjüngt zur Erde zurück. Wenn der Schöpfergott im Himmel die ersten Menschen bildete, schickte er sie an dem Seil auf die Erde hinunter. Bei den Aschanti stiegen die sieben ersten Menschen an einer Kette herab, zeugten auf der Erde einige Menschen und gingen danach in den Himmel zurück. An einer Kette kamen auch Odudua und Ore, der erste Mensch der Yoruba. Es gibt auch heimlich vor dem Himmelsgott geflohene Menschen, die an einem Spinnenfaden herab kamen.
Noch zur glücklichen Urzeit gehört folgende Geschichte der Luyia: Eine junge Frau, die den ausgesuchten Mann nicht heiraten wollte, rannte in den Busch und kam an ein Seil, das vom Himmel herabhing, ergriff es, wurde zum Himmel gehoben und stand orientierungslos da. Die Mutter der Sonne (männlich) nahm die Frau auf, wollte sie jedoch mit ihrem Sohn verheiraten. Die Frau weigerte sich, senkte die Augen und schwieg. Auch nach mehrfach gebrachten leuchtenden Geschenken antwortete sie nicht. Zuletzt gab die Sonne ihre eigenen Strahlen und beide heirateten. Die Frau gebar der Sonne drei Söhne, behielt aber während der ganzen Zeit die als Geschenk gegebenen Strahlen in einem Topf bei sich. Auf der Erde war es dunkel. Dann bat die Frau um Erlaubnis, ihre Eltern auf der Erde besuchen und Geschenke mitbringen zu dürfen. Nach drei Tagen ging sie zurück in den Himmel. Zuvor öffnete sie den Topf und ließ die Strahlen der Sonne heraus. Alle waren glücklich. Die Sonne scheint seitdem bei Tag und der Mond bei Nacht.

### Gott verlässt verärgert die Welt
Die populärsten Mythen schildern die Trennung des Seils, wie es dazu kam, dass Himmel und Erde getrennt wurden und die Götter sich von der Erde zurückzogen. Die Entrückung Gottes ist das Resultat menschlicher Bosheit oder Überheblichkeit. Bei den Lobi in Nordghana und im Süden von Burkina Faso konnten die Menschen fliegen oder sich an Eisenketten vom Himmel herablassen. Himmel und Erde lagen aufeinander. Hatten die Menschen Hunger, schnitten sie ein Stück vom Himmel ab und kochten es. Der Schöpfergott Humpa (auch Clan-Oberhaupt der Lobi) befahl eindringlich, den Topf beim Kochen nicht zu öffnen. Eine Frau übertrat das Gebot und mit dem aufsteigenden Dampf aus dem Topf entfernte sich der Himmel. Alternativ erhielten sie, um den Hunger zu stillen, von Gott eine Riesenhacke, um den Boden so zu bearbeiten, dass Berge und Täler entstanden.
Verärgerter Gott, Spinne und Spinnenfaden sind bei den Lozi von Sambia Elemente des klassischen Erschaffungs- und Trennungsmythos. Gott Nyambi (Nyambe) erschuf die Erde und alle Kreaturen und lebte mit ihnen und seiner Frau Nailele (Nasilele) zusammen unter ihnen. Der erste Mensch Kamonu unterschied sich von den Tieren, da er alles nachahmte was Nyambi tat. Als Kamonu den Schöpfergott bedrängte und seine magischen Fähigkeiten zu erlangen versuchte, war Nyambi gezwungen, sich vor Kamonu zu verstecken. Eine Spinne fand im Himmel einen sicheren Platz und brachte ihn an einem langen Seidenfaden dorthin. Als Nyambi dort angelangt war, stach er der Spinne die Augen aus, damit sie seinen Aufenthaltsort nicht zeigen konnte. Kamonu versuchte etwas zu bauen, um in den Himmel zu gelangen, fiel aber herunter. Nyambi ist seither als Sonne am Himmel zu sehen, Nailele als Mond.
Ein verbreitetes Motiv in der Sudanregion ist der zu dicht aufliegende Himmel, der von verärgerten Frauen weggestoßen wird. Gott befand sich einst direkt über den Köpfen und war Frauen beim Nahrungstampfen hinderlich. Eine Frau mit einem zu langen Stampfer traf Gott, worauf der sich entfernte. Weitergeführt wird die Geschichte mit der Frau, die Kinder zusammenrief, um alle verfügbaren Stampfer zu sammeln, die dann übereinander gestellt bis zum Himmel reichen sollten. Einer fehlte noch, die Frau wollte den unteren heraus und nach oben nehmen, worauf die Konstruktion einstürzte. Turmbau zu Afrika.
Nach diesem Muster funktioniert die Geschichte der Dinka aus dem Südsudan: Der Schöpfergott, zugleich Regenbringer, heißt Nhialic, manchmal heißt er auch einfach Deng („Regen“). Himmel und Erde sind durch das Seil verbunden. Nhialic erlaubte den Menschen pro Tag je ein Korn Hirse, das wurde gestampft und war ausreichend. Mehr zu stampfen oder mehr Getreide anzubauen war verboten. Die beiden ersten Menschen waren Garang und Abuk. Eines Tages wurde die Frau gierig, pflanzte und stampfte eine größere Menge Hirse, wozu sie einen längeren Stampfer verwenden musste. Damit traf sie den Himmelsgott, der sich erzürnt zurückzog und von oben einen kleinen blauen Vogel sandte, um das Seil zu kappen. Seither müssen die Menschen arbeiten für ihr Essen und sind oft hungrig.
In einer zweiten Schöpfungsgeschichte lag die Erde zunächst in Dunkelheit. Unter den von Nhialic erschaffenen Menschen hieß einer Aruu Pabek. Dieser flocht ein Seil und erhielt Augen, mit denen er sah, dass er in Dunkelheit lebte. Mit dem Seil fing er ein wildes Tier, von dem er einen Teil der Frau des Schöpfers gab. Dafür wurde er mit einer Axt belohnt. Aruu Pabek beklagte sich über die Dunkelheit und schlug mit der Axt kräftig auf die Erde. Dadurch flog ein Teil der Erde nach oben und es wurde hell. Mit derselben Geschichte wird auch der Fischfang mit dem Speer eingeführt. Aruu Pabek hatte sich geweigert, den ihm zuerst angebotenen Speer anzunehmen, die Trennung von Himmel und Erde war dafür die Strafe. Der heilige Speer wurde zum wichtigsten Ritualgegenstand der Dinka.
Vergleichbares geschieht in der Geschichte von den Nuba, nur kommt hier eine Entschuldigung hinzu: Der Himmel war einst so niedrig, sodass die Frauen den Löffel nicht hoch genug halten konnten, um den Hirsebrei zu rühren, wodurch sie ihre Hände am Topf verbrannten. Eine verärgerte Frau stieß eines Tages den Löffel kräftig nach oben durch Wolken und Himmel, die sich daraufhin zurückzogen. Von den Wolken konnten sie sich zuvor zum Essen abschneiden. Wie in der Genesis ist die Frau schuld.

#### Ein Scherz
Eine Trennungsgeschichte ohne Seil und anstelle der boshaften Frau mit einer boshaften Gottheit schildern die Ewe. Jüngster Sohn des Götterpaares Mawu-Lisa ist Legba, stets zu Scherzen aufgelegt und in der Region sehr verehrt. Anfangs war Legba besorgt, seiner Mutter Mawu zu gefallen, aber für alle seine unguten Dinge, die er bei den Menschen tat, wurde er von Mawu verantwortlich gemacht, während die Erfolge Mawu für sich beanspruchte. Nach einer Aussprache mit seiner Mutter ging er davon. Als es nachts regnete, schlich er in den Garten, in dem Mawu Yams anpflanzte, lieh sich ihre großen Sandalen und stahl allen Yams. Zuvor hatte er Mawu das Gerücht zugetragen, Diebe wollten ihren Yams stehlen, Mawu reagierte mit einer Todesdrohung, sollte es jemand wagen. Am Morgen sahen die Leute die Fußspuren auf dem nassen Boden, um den Täter feststellen zu können, musste jeder seinen Fußabdruck hinterlassen. Nur bei Mawu selbst war das Testergebnis positiv, sie wurde beschuldigt, ihren eigenen Yams gestohlen zu haben. Da der Sohn ihr einen Streich gespielt habe, so erklärte sie, werde sie sich in den Himmel zurückziehen. Mit dieser eher märchenhaften Geschichte ist außer der Entfernung Mawus auch die Rolle Legbas als Vermittler zwischen Menschen und Himmelsgott begründet.
Es konnte Gott auch einfach zu viel werden: Bei den Mende in Sierra Leone schuf der Gott Himmel, Erde, Tiere und zuletzt den Menschen. Letztere durften alles erbitten und bekamen alles erfüllt. Gott sagte „nehmt es“ so lange, bis er heimlich verschwand und den Menschen empfahl, an seiner Stelle ein Huhn anzubeten.

## Erste Menschen
Durch die Trennung von Himmel und Erde bleiben die seltsam geformten Urmenschenriesen zurück, wenn sich auch manchmal eine Entwicklung zu Ersten Menschen hin vollzieht, kann eine vollständige Neuerschaffung dazwischen liegen. Später, im Rückgriff, wurden sie zu den mythischen Urahnen. Ihre Herstellung lässt sich nach dem verwendeten Material unterscheiden oder nach dem Ort ihrer Schöpfung oder ihres Hervortretens. Verwendet wird in der Regel Ton, seltener Holz.

### Erste Menschen aus Lehm
Das erste Paar im Paradies in Ruanda war unfruchtbar. Sie baten Gott um Hilfe, der formte aus Lehm und Speichel eine kleine Figur und wies die Frau an, sie solle die Figur neun Monate in einen Topf legen und morgens und abend etwas Milch hinzugeben. Erst wenn die Glieder ausgebildet seien, solle sie die Figur herausnehmen. So geschah es und es kam ein Mensch hervor. Wo es eine schöpferische Erdgottheit gibt, wird diese naturgemäß ebenfalls mit Lehm arbeiten, einige Götter haben „Töpfer“ als Beinamen. Wie bei den Ewe Gott aus einem Kiefer von Verstorbenen und Lehm neue Menschen formt, wurde schon erwähnt: sehr kleine Lehmfiguren werden geformt und in die Frau hineingegeben. Die Seelen werden unabhängig geboren und von einer Geistermutter in den Leib der Frau geschickt. Diese besondere dualistische Schöpfungsanschauung wurde viel diskutiert.
Aus Rivalität zum Schöpfergott Olorun der Yoruba macht Orisha-Nla nicht nur die Erde trocken und formt im Auftrag seines Herrn Lehmmenschen (wobei Leben-Einhauchen Aufgabe von Olorun war), er macht auch unperfekte Menschen: den Buckligen, den Krüppel oder den Albino. Die Rivalität zwischen beiden ist Ursache für Unordnung. Wenn ein höchster Gott nicht selber formt, sondern nur Leben eingibt, macht ihn das höher stehend. Andere Götter haben nur Kraft und Schutzfunktion, solange sie die Vorherrschaft des höchsten Gottes anerkennen.

### Nach dem Ort ihres Erscheinens
Aus dem Himmel kommen erste Menschen bei den Dschagga in Tansania an einem Spinnenfaden herab, die Spinne wird als Urahn verehrt. Anderswo wird das erste Paar aus den Wolken geworfen. Himmelsbewohner kommen zur Erde, verlieben sich und zeugen die Urahnen. Einige bleiben, weil zwischendurch ein Vogel das Seil zerpickt hat. Erste Menschen sind nicht notwendig Urahnen, aus denen später Dynastiegründer werden.
Der südafrikanische Gott Kalunga hat zwar den Himmel wie eine Ochsenhaut an Pfählen ausgebreitet und daran die Gestirne aufgehängt, bei der Erschaffung der Menschen ist sein Beitrag eher ein bescheidenes Hervortretenlassen. Die Orte, die hierfür allgemein in Frage kommen, sind Bäume, Felsspalten, Erdlöcher oder Termitenhaufen. Die ersten beiden Menschenpaare treten aus einem Baum heraus, der sich in der Mitte spaltet, drei Paare treten aus einer Felsspalte oder Kalunga schlägt mit einem Stock auf einen Termitenhaufen, daraus entsteigt das erste Menschenpaar Amangudu und Frau. Deren zwei Söhne heiraten später ihre Schwestern und treten dann paarweise aus obigem Baum.  Es ist immer ein Paar, das gemeinsam hervortritt. Wo die Frau später und auf einfachere Art geschaffen wird, besteht der Verdacht auf christlichen oder islamischen Einfluss.

### Dynastiegründer von Urahn abgeleitet
Nördlich und westlich des Viktoriasees zwischen den alten Reichen Buganda und Buhaya verschwand der Schöpfergott Katonda hinter einer Anzahl Funktionsgötter, die Lubare heißen. Er wurde von Gulu (Mugulu), einem anderen Himmelsgott und Schöpfer verdrängt, als mit der Einwanderung von Niloten aus dem Norden verschiedene Königreiche entstanden, die ihre jeweilige Dynastie auf den ersten Menschen Kintu zurückführten. Es ist eine Viehzüchterlegende. Urmensch Kintu war einst allein mit einer Kuh und lebte von Milch. Dann kam Gulus Tochter Nambi auf die Erde, sie wollten heiraten, der Himmelskönig war gegen die Heirat und berief seine Tochter zurück. Nun musste Kintu sich die Gunst durch einige Tests erarbeiten. Man nahm ihm die Kuh weg, um zu prüfen, ob er ohne Milch leben könne. Kintu aß Blätter. Nambi bittet Kintu in den Himmel, wo ein großes Mahl für 100 Leute gekocht wurde. Kintu wurde gezwungen, alles aufzuessen. Er aß vieles und schüttete den Rest heimlich in ein Loch im Boden. Nach weiteren Tests musste er schließlich in einer großen Herde seine eigene Kuh finden, was mit der Hilfe einer Biene gelang, wonach das Paar die Einwilligung zur Heirat erhielt und auf die Erde zurückkehrte. Die Geschichte geht mit viel Personal weiter und schildert unter anderem, wie Nambis böser Bruder Warumbe (Walumbe, Totengott) mit auf die Erde kam und seither Krankheit und Tod bei den Menschen sind. Es ist also ein Paradiesverlust eingebaut, und die vergöttlichten Urmenschen wurden zu Ausgangspunkt und Machtbegründung für die Clans.

### Welt der Dogon II
Die Schöpfung mit dem Ei geht weiter. Das Urei wurde in eine doppelte Plazenta verwandelt. In jede platzierte Gott Amma ein männliches und ein weibliches Zwillingspaar. Vor Ende der 60-jährigen Schwangerschaft wurde einer der männlichen Zwillinge (Ogo) ungeduldig, er fürchtete, er würde nach der Geburt sein weibliches Gegenstück nicht erhalten. Ogo suchte selbst nach ihr, kreiste spiralig in Gegenrichtung im kosmischen Ei herum und brachte Unordnung herein. Dann stahl er alles Korn und bedeutende Zeichen (heilige Worte), um sich eine eigene Welt zu schaffen. Amma erwürgte den anderen der männlichen Zwillinge (Nommo), streute seine Teile in vier Richtungen, um die Kontrolle über die heiligen Worte in dessen Körper zurückzuerhalten. Nach fünf Tagen sammelte Amma die Teile zusammen, machte Nommo wieder lebendig und zum Herrscher des Himmels. Aus Teilen von Nommo schuf er noch vier andere Nommo-Geister, deren Nachkommen zu Ahnen der Dogon wurden. Dann sandte er alle in einer großen Arche mit Tieren und Pflanzen darin zur Erde. Nebenher verwandelte Amma Ogo in einen Blassfuchs, der einsam und immer rastlos auf der Suche nach einer Frau umherstreift. Seine Spuren werden von Dogon-Heilern gedeutet. Amma opferte einen der Nachkommen Nommos, den er später in Gestalt der Schlange Lébé wiederbelebte. Die Menschen folgen den Spuren des Blassfuchses, dem glücklos-gehetzten Vorläufer ihrer Zivilisation. Amma hat die Welt für die Menschen gemacht. Es ist eine zweite, wiederhergestellte Welt, die Gefahr läuft, in Unordnung zurückzuversinken. Das verlangt periodische Ritualopfer.

#### Kraft des ersten Wortes
In dem Akt der Zerstörung und des Wiederaufbaus eigens um die heiligen Worte zu erhalten, wird deren Bedeutung für den Schöpfungsprozess deutlich. Die Götter müssen über diese Worte verfügen, und zur Begründung, warum sie den Menschen geschenkt wurden, gibt es eigene Mythen. Die den Dogon benachbarten Bambara haben einen Schöpfungsmythos, der früher nur bei der Initiation den Probanden während ihrer 63-tägigen Absonderung erzählt wurde: Ferner Himmelsgott ist Maa Ngala, auch Dambali, der „Unfassbar-Unendliche“, auf dessen Anweisung in das Nichts hinein ein Urei mit neun Abteilungen geschaffen wurde, aus dem 20 Urmenschen hervorkamen. Keiner davon entsprach der Vorstellung des Schöpfers, der einen geeigneten Gesprächspartner für sich hatte schaffen wollen. Also entnahm er ein Stück von jedem und schuf damit eine neue Kreatur und hauchte ihr einen Teil seines eigenen Namens, „Maa“ ein. Damit war der Erste Mensch die Summe von allem und mit einem Teil der schöpferischen Kraft ausgestattet. Dieser Urmensch als Gipfel der Schöpfung wurde durch den Besitz der heiligen Worte zum Wächter über die Welt. Die Initiation durch Maa Ngala wird bis heute als Ritual zum Eintritt in die Welt der Erwachsenen wiederholt. Der Erwerb des Mythos und der Fähigkeit, die heiligen Schriftzeichen zu sehen und deuten zu können, lässt die Initiationszeremonie zum eigentlichen Übergangsritual werden.

### Drei Exkurse

#### Weltenachse
In der Yoruba-Welt kam mit Odudua, der sich an einer Kette herabließ und das Huhn absetzte, auch der erste Mensch Ore, zu dessen Gedenken im Zentrum der heiligen Stadt eine lange Steinstele errichtet wurde. Platz ergreifen heißt Ordnung schaffen. Der Platz, an dem das Huhn scharrte, und an dem ein Dogon-Haus steht, ist Mittelpunkt der Welt. Von hier führte einst das Seil in den Himmel. Der Baum, aus dem die ersten Menschen hervortraten, steht an derselben Stelle. Das erste Menschenopfer in einem Mythos der Shona sollte Regen bringen. Aus dem Körper des Mädchens entstand ein Weltenbaum, dessen Blätter zu Regenwolken wurden. An südindischen Tempeln findet man noch im Gebäude oder freistehend im Innenhof einen langen, „den Himmel durchbohrenden“ Pfeiler (Stambha), entlang dem die Menschen in die Götterwelt gelangten. Es ist ein Symbol der Vorzeit, als Götter und Menschen gemeinsam auf dem Weltenbaum wohnten.

#### Termitenhügel

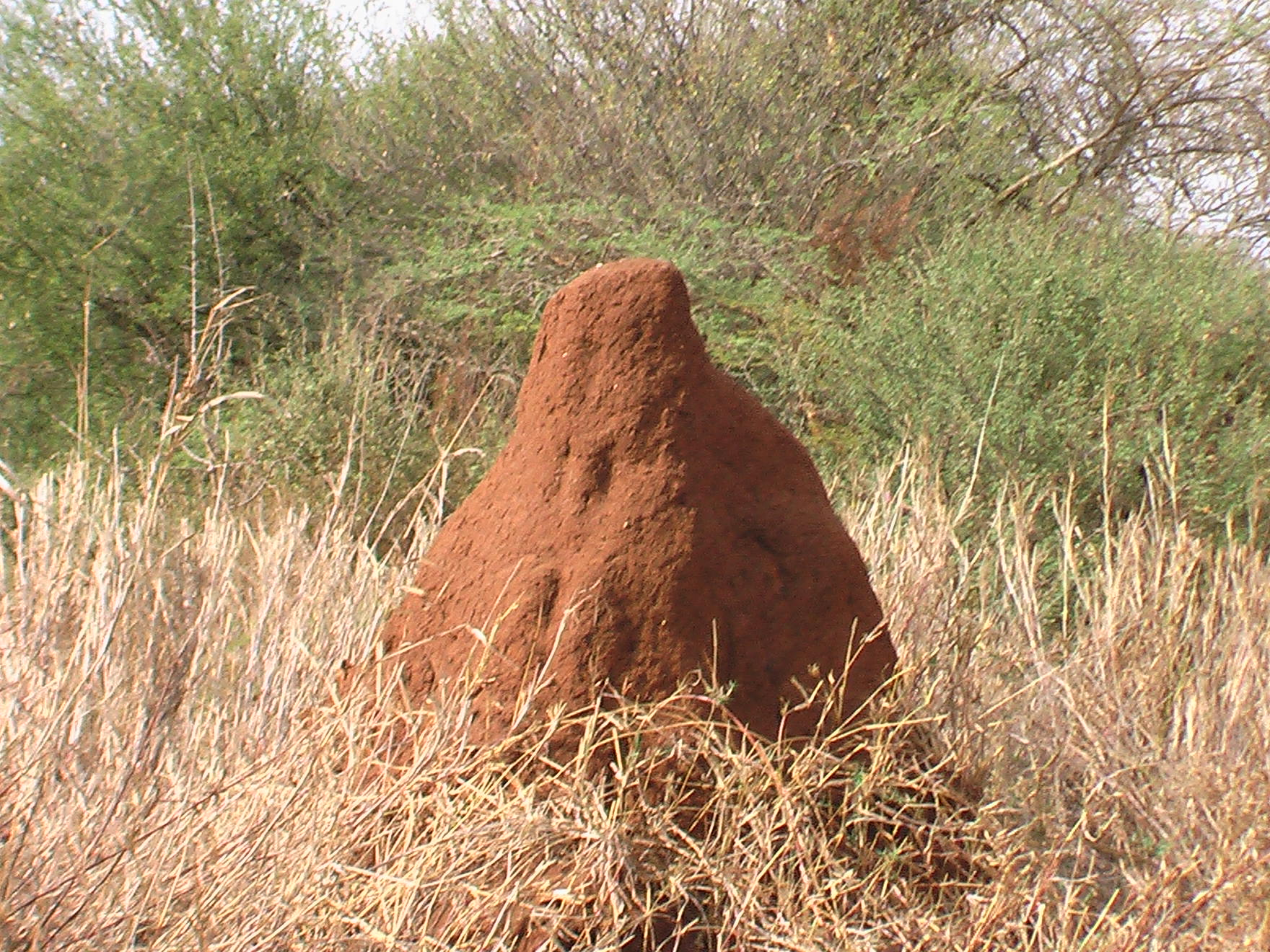
Termitenhügel, Termiten, auch Weiße Ameisen: Weiß ist in Afrika die Farbe des Todes. Termiten gelten als Inkarnation von Toten. Der Kifwebe-Tanz mit weißen Masken soll bei den Baluba den Tod vertreiben.

Erdgöttern oder -geistern wird gleichermaßen an Bäumen und an Steinmalen und Termitenhügeln geopfert, letztere sind oft Geistersitze. Es gibt Mythen, in denen die ersten Menschen aus der Unterwelt durch eine Öffnung in Termitenhügeln hervorkamen. Nicht zu den Ursprungsmythen gehört die große Abteilung von Geschichten, in denen der Held, ein Jäger auf der Verfolgung seines halbgetroffenen Wildes, durch eine Erdhöhle oder durch Termitenhügel in die Unterwelt hinab gerät und erst nach einer gefährlichen Aktion wieder herauskommt. Ein Mythos vom Gang in die Unterwelt und zugleich ein Ursprungsmythos ist eine Geschichte aus den Marungu-Bergen Kongos: Das Erdferkel ging als erstes Lebewesen auf der dunklen Erde mit Hunden auf Ameisenjagd. Bei der Verfolgung einer Ratte in eine Erdhöhle kam er in eine hell erleuchtete Stadt in der Unterwelt, erhielt vom dortigen Schöpfergott ein Menschenpaar und in zwei Körben verpackt Sonne und Mond. Nach altindischer Mythologie liegt dort unten das Schlangenkönigreich, auch ein buddhistischer Prinz lebt unter der Erde, wohin nur ein Zugang durch den Termitenhügel führt.
Bei den Baluba im Kongo ist der Termitenhügel Symbol für die androgyne Einheit des ersten Wesens, dessen Kraft in einem die Schöpfung wiederholenden Ritual auf das Clanoberhaupt übergeht. Praktisch wird bei der Zeremonie ein Stück herausgebrochen und in eine kleine Umzäunung gelegt, wo es den kosmischen Berg darstellt, den erstmals der mythische Gründer bestiegen hatte. 
Vor diesem kosmogonischen Hintergrund werden Termitenhügel allgemein zu einem Symbol für Gefahr und Macht. Der Hügel kann deshalb ein Ort sein, an dem der Initiationsritus der Beschneidung seine Bedeutung erhält. Bei den Ovambo im Süden Namibias fand ein geheimes Ritual am Beginn der Einsetzung des Königs an einem Termitenhügel statt. In weiteren Ritualen erlangte der König schrittweise seine magischen Fähigkeiten, bis er schließlich zum heiligen König wurde. Beschneidung und Besitzergreifung des Königs von seinem Land und seiner Macht sind Übergangsriten, bei denen „das Unmögliche“ getan werden muss, um ein gefährliches Zwischenstadium zu überwinden. Der im magischen Ritual entsprechend vorbereitete König erhielt bei den Ovambo zwei weiße Pilze in jede Hand und vermochte damit („wirklich“) kopfüber in den Termitenhügel hinein und hindurch zu kriechen. Bei diesem Ritual am Termitenhügel verschwand der König für einen Moment am kosmischen Ursprung.

#### Das Chamäleon und der Ursprung des Todes
Der Tod kommt grundsätzlich mit dem Paradiesverlust in die Welt. Warum das so ist, wird im Mythos erklärt. Die Herrscher der Erde stritten sich bei den Xhosa, ob die Menschen, die bis dahin unsterblich waren, sterben sollten. Die eine Gruppe wollte den Menschen das Chamäleon schicken mit der Botschaft, dass sie unsterblich seien, die anderen wollten, die Eidechse sollte die Botschaft vom Tod überbringen. Das langsame Chamäleon erhält einen Vorsprung, schläft jedoch unterwegs ein und wird von der Eidechse überholt, die zuerst in die Residenz des Schöpfers im Himmel kommt und angibt, die Herrscher der Erde hätten beschlossen, dass die Menschen sterben sollten. Das Chamäleon kommt mit seiner Botschaft später, zu spät. Also gibt es seit der Zeit den Tod auf Erden und beide Tiere werden von den Menschen gehasst.

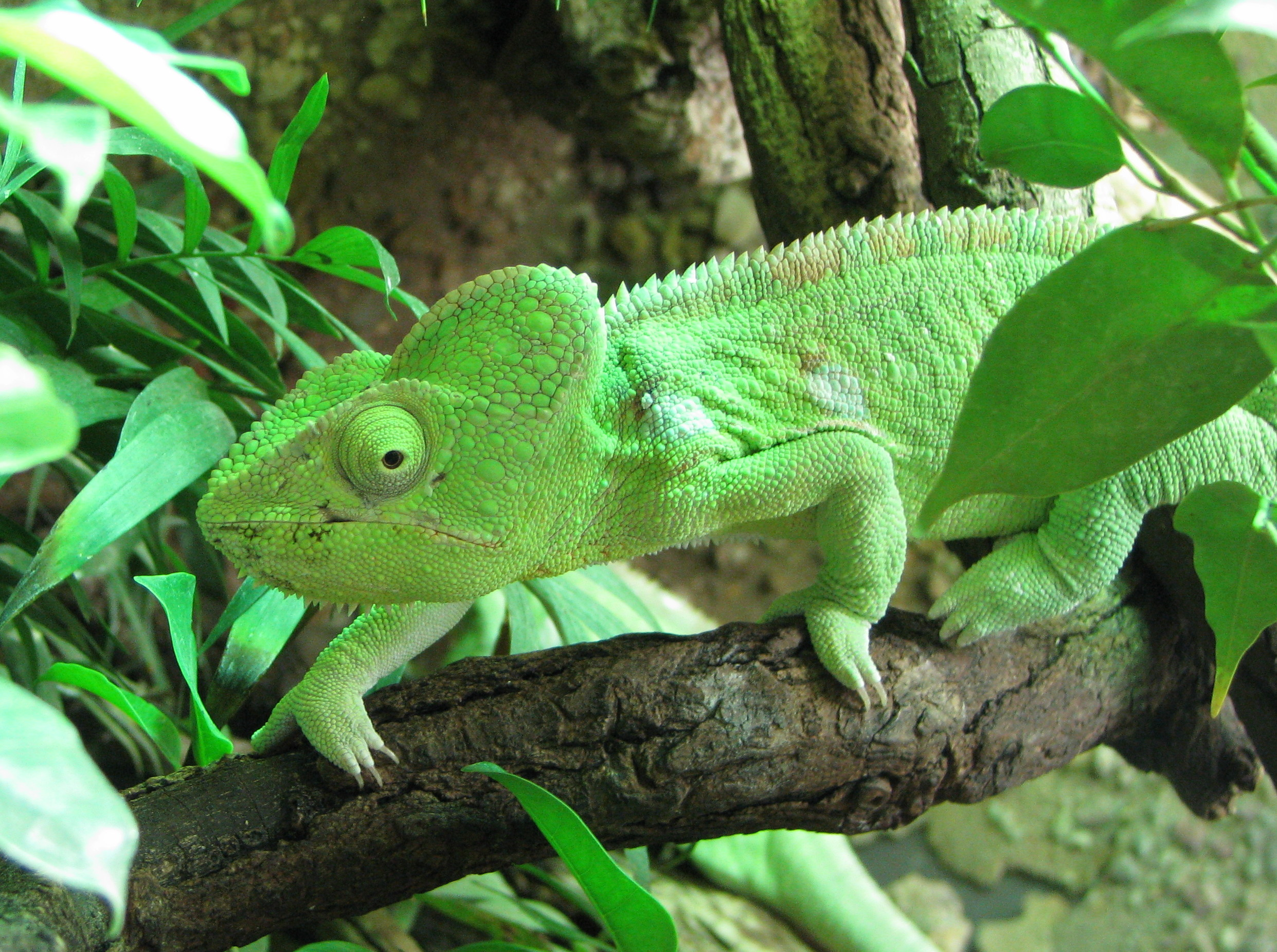
Madagaskar-Riesenchamäleon

Todesbotschaften werden immer nach demselben Schema überbracht, das Chamäleon spielt dabei die seiner Natur entsprechende Rolle. Nur bei den Aschanti werden einmal alternativ eine Ziege und ein Schaf losgeschickt, wobei die Ziege unterwegs trödelt und im Busch frisst, während das Schaf die falsche Todesbotschaft vermeldet. In dieser Geschichte ist die Richtung umgedreht: Gott sandte die Tiere und die Menschen glaubten der später eintreffenden richtigen Botschaft nicht.
Bei den Wute in Kamerun wird das Chamäleon von Gott mit der Botschaft vom ewigen Leben losgeschickt, braucht aber 14 Tage, bis es ankommt. Die Schlange erfährt von dem Auftrag, geht von sich aus los, belügt die Menschen, sie sei von Gott geschickt und erzählt vom Tod. Tod und Schlaf, beide personifiziert, freuen sich und beginnen mit ihrer Arbeit. Das verspätete Chamäleon kommt an, kann nur noch die Lüge und ihre Auswirkung feststellen und, zurückgekehrt, Gott melden. Dieser verflucht die Schlange wegen ihrer Lüge, die Menschen sollten sie überall töten, und das Chamäleon wegen seiner Langsamkeit. Beide sollen verachtet werden.
Weiter westlich in Benin rief Gott am Anfang alle Tiere zusammen und nur das Chamäleon kam zu spät. Es rechtfertigte sich, als es von allen Tieren beschimpft wurde, es habe nur vier Hände, aber keine Beine. Nach dieser Entschuldigung erklärte Gott, dass das Chamäleon von keinem anderen Tier gefressen werden dürfe. Zufrieden machte sich das Chamäleon davon und sagte: „Ich ging langsam. Ich habe so den Tod vermieden.“ Das ist die Erklärung, warum gerade das Chamäleon als unsterbliches Tier die Botschaft vom Leben überbringt.

## Wiederholungen
Die Schöpfung ging von einem Ursprungsort aus, die Rückkehr zu diesem heiligen Ort ist ein existenzielles Erlebnis, der Ort ist Urbild von Baumverehrungsplätzen, Tempeln (die in Asien den Weltenberg symbolisieren) und Städten. Dass der Weg dorthin schwierig sein kann, liegt an dem in die kosmische Ordnung hineingeratenen Prinzip der Zerstörung (Blassfuchs). Sichtbar wird dieses Gefahrenmoment an den engen Eingängen, überhohen Treppenstufen und entfernt auf steilen Bergspitzen gelegenen Tempelanlagen aller alten Kulturen. Die auf Pilgerfahrten gewährte Erlösung verhält sich zur Länge der Anreise (Mekka, Jerusalem, Lhasa, Kailash). Hat bei der Weltschöpfung eine Opferung stattgefunden, so muss diese beim Bau eines Gebäudes wiederholt werden, mit der Weihe durch das Opfer wird bei der Konstruktion die Schöpfung wiederholt (Sekt bei Schiffstaufe).
In Afrika ist der Sintflutmythos nur wenig verbreitet, die große Überschwemmung ereignet sich meist im Zusammenhang mit einem Einsturz des Himmels, der Regenfall mit sich bringt. Den Göttern muss dann (wie bei den San) ein Opfer gebracht werden, damit sie den Himmel wieder anheben. Der biblischen Sintflut ähnliche Geschichten, in denen eine Arche, ein vorausfliegender Vogel usw. vorkommen, dürften von ebendieser Herkunft sein. 

### Erste und unendliche Schlange
Wo die Ureinheit sich in zwei Hälften teilt: Eine äußerst ausgefeilte kosmische Struktur haben die Gnawa in Marokko entwickelt. Die ehemaligen schwarzafrikanischen Sklaven verarbeiten im Besessenheitsritual Derdeba die aus einem sich teilenden Schlangenei hervorgegangene gegensätzliche und sich beständig wiederholende Welt. Sie stellen die akut bedrohlichen Geister im Zusammenhang mit der Rotlichtschlange (dunya) und dem kosmischen Schmied dar, aus dessen geteiltem Körper die Menschen hervorgegangen sind.
Bei den Baluba gab es eine Pythonschlange, die sich in eine männliche und eine weibliche Schlange teilte, zur gleichen Zeit, als Erde und Himmel sich trennten. Da fiel Regen vom Himmel wie bei der Sintflut, aus dem Atem der beiden im Wasser lebenden Schlangen bildete sich ein Regenbogen, wodurch dem Regen Einhalt geboten wurde. In der Welt nach dem großen Regen ist die Schlange Beschützerin und Symbol der Einheit. Die Schlange als Totem, als Instrument zur Wahrsagung oder als Holzschnitzerei an Ritualtrommeln oder Insignien königlicher Macht ist das verbindende Glied zur Ahnenwelt, und ihr Kult ist symbolische Wiederholung der Schöpfung. Kinder der Dagara von Burkina Faso erhalten Schmucknarben, die in das Gesicht eingeritzt werden, zum Zeichen, dass sie unter den Schutz der Schlange gestellt worden sind und, falls sie sterben sollten, dass man sie bei der Wiedergeburt erkennen wird.
Eine in ständigem Kreislauf sich erneuernde Welt wie in Asien braucht es in Afrika ansonsten nicht; für den unendlichen Weiterbestand der Welt steht die sich häutende Schlange, die mit dem Schwanz im Maul als Stoffmuster und an Häuserwänden auftaucht (siehe auch das Schlangen-Bildsymbol Ouroboros). Im Himmel der Fon gibt es 3500 Schlangen und noch einmal so viele unter der Erde. An vier Säulen an den Kardinalpunkten halten Schlangen den Himmel. Als am Anfang der Welt die Schlange nur stehendes Wasser vorfand, zog sie Bahnen für die Flüsse. Die Schlange war zuerst erschaffen und trug den Schöpfer im Maul überallhin. Als der Schöpfer mit der Erschaffung der Erde fertig war, bemerkte er, dass es für die Erde zu viele Berge, Bäume und große Tiere gab und sie im Meer zu versinken drohte. Also rollte sich die Schlange auf, um die Erde zu tragen – was nun doch genau der indischen Vorstellung entspricht. So ähnlich sehen die Stoffgebinde aus, mit denen Töpfe auf dem Kopf getragen werden. Rote Affen, die im Meer leben, machen Eisenbarren für die Schlangen als Nahrung. Falls die Schlange diese Nahrung nicht erhält, frisst sie ihren eigenen Schwanz, und die Erde stürzt ins Meer.

### Ordnung
Die Urmenschen der Ohendo im Kongo lebten an einem hell erleuchteten Ort im Innern der Erde als noch ungeschlechtliche und vollkommene Wesen. Eines Tages begannen sie, überall in ihrem grenzenlosen Reich nach der Herkunft des Lichts zu suchen, bis sie letztlich drei dunkle Gänge fanden. Der eine war in einem Baum, der zweite in einem Fels und der dritte war ein ruhig fließender Bach. Vor Angst flohen alle Menschen bis auf zwei. Der eine von ihnen ging weiter durch den dunklen Baum und kam auf einem Weg ohne Wiederkehr an der Erdoberfläche in einer Bananenplantage heraus. Der andere gelangte durch den Fels in eine Höhle mit einem Ausgang an die dunkle Oberfläche. Auf dieser Erde herrschte eine Schlange, deren Name „die auf beiden Seiten beißt“ bedeutet. Diese Schlange konnte mit Kopf und Schwanz beißen, sich bis zum Rand des Himmels ausdehnen oder klein zusammenrollen. Als die beiden Menschen erschienen waren, kam mit ihnen Unordnung über die Erde, es setzte ein neun Tage und Nächte dauernder Regen ein, eine gewaltige Sintflut überschwemmte alles Land und die wilden Tiere wollten die Eindringlinge jagen und fressen. Die Wassermassen flossen in dem Bach bis in die Unterwelt, was die Menschen dort in Aufregung versetzte. Einer hieß Sakasaka („der Ausweichende“, im Kongo auch Bezeichnung für Cassavablätter) und besaß drei Köpfe, drei Augen, drei Arme und alle anderen Körperteile dreifach. Er nahm den Weg durch den Bach, in dem das Wasser herabstürzte. Bei jeder auftretenden Schwierigkeit trennte er sich von einem seiner Glieder und schickte es in die Unterwelt zurück, um den Kontakt mit den Seinen aufrechtzuerhalten. Unten verbanden sich die Körperteile zu einer neuen Kreatur namens Itapé, der „kleine Zweig“. Dieser folgte Sakasaka, und um ihm zu helfen, grub er einen weiteren Gang, in dem sich Sasasaka 30 Tage verbergen und das Geschehen auf der Erde beobachten konnte. Nach dieser Zeit kam Sakasaka durch einen Termitenhügel an die Erdoberfläche. Kaum war er aufgetaucht, wollten ihn zornige Wesen vernichten, wurden aber von seinem Helfer Itapé besiegt. Nun streifte Sakasaka als Yango, „der Unbesiegbare“, durch die Gegend, war traurig über die Unordnung, erhielt deshalb von den Bewohnern eines unteren Ortes, welchen er durch den Termitenhügel erreichte, Ratschläge, wie die Welt zu organisieren sei, kehrte auf die Erde zurück und gemeinsam mit Itapé gelang es, Sintflut und Chaos zu beenden, und alle Kreaturen erhielten einen Namen.
Die Rückkehr zur jenseitigen Welt und zu den Ahnen ist, seitdem das Seil gekappt ist, nur noch Schamanen möglich. Diese betreiben eine Spezialdisziplin der Magie. Ihr Weg führt über die Mittelachse durch das Loch im Himmel.
Kalebassen, die zerschlagen wurden, lassen sich flicken, indem an den Rändern Löcher eingebohrt und die Teile dann zusammengenäht werden. Zerplatzte Tonkrüge lassen sich nicht wiederherstellen. Als die Menschen einst gefragt wurden, als was von beiden sie im Alter herunterzufallen wünschten, wählten sie – Tonkrüge.